# Kościół św. Mikołaja w Inowrocławiu
Kościół Świętego Mikołaja w Inowrocławiu, rzymskokatolicki kościół parafialny mieszczący się w Inowrocławiu, przy ulicy Księdza Bogdana Gordona.

## Historia i architektura

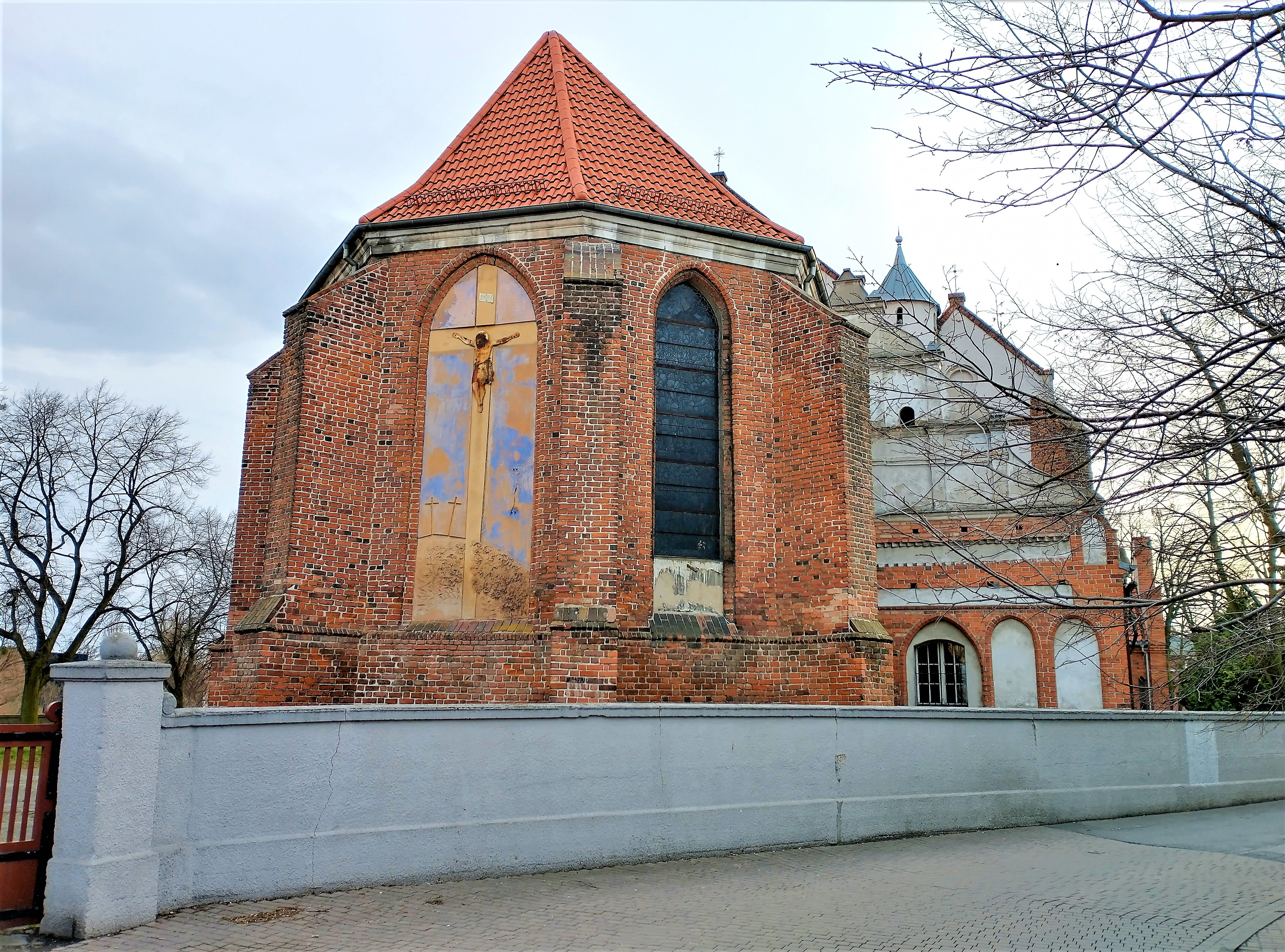
Widok od strony prezbiterium

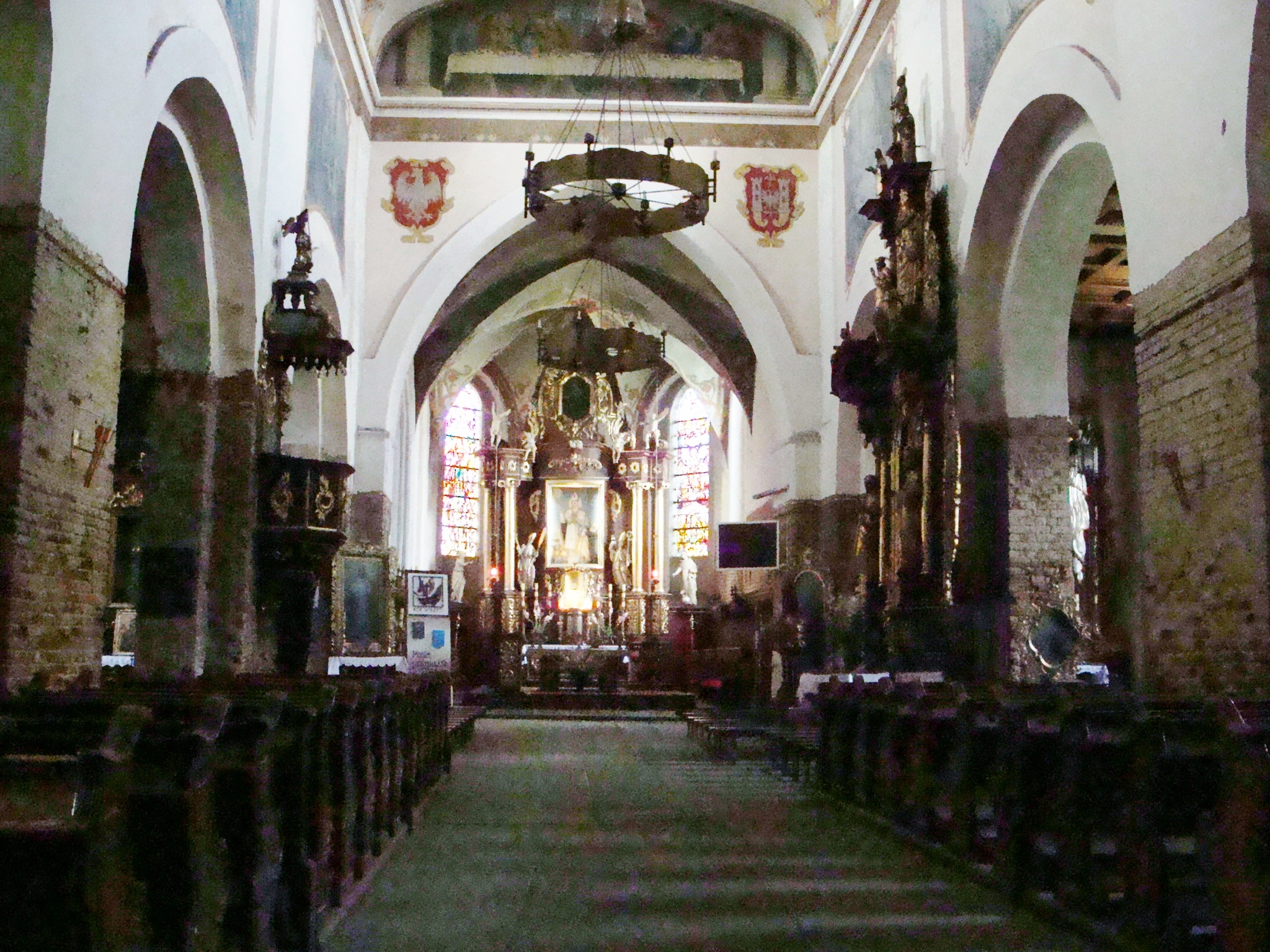
Wnętrze

Jest to świątynia o braku wyraźnych cech stylowych. Pierwotnie gotycka, trzynawowa halowa z końca XV wieku, nakryta odrębnymi dachami nad każdą z naw, nawiązująca tym do kościoła NMP w Toruniu o unikatowych szczytach. Filary międzynawowe krótkie, z których energicznie wystrzeliwały łuki sklepienne, co zbliżało jego architekturę do pobliskich kościołów farnych w Bydgoszczy, Gębicach i Kleczewie – razem tworzących wyjątkową grupę kościołów gotyckich o wybitnie regionalnym charakterze. W końcu XVI w. wzniesiono nowe renesansowe szczyty, z których przetrwał jedynie nad zakrystią. Po potopie szwedzkim kościół popadł w ruinę – zawaliły się dachy nad nawą południową i środkową, msze odbywały się wówczas w prezbiterium zamurowanym od reszty kościoła pod łukiem tęczowym. Stan jego w tym czasie przedstawia panorama Inowrocławia autorstwa F.B. Wernera z 1734 r. W latach 60. XVIII w., rozpoczęła się gruntowna przebudowa kościoła, m.in. obniżono nawy boczne, wzniesiono nową wysoką nawę główną. W 1779 kościół nie miał jeszcze sklepień, podłóg, nie wymurowano nowych ścian szczytowych, nie wykończono okien. Przebudowa została przerwana, gdyż pruski zaborca zdecydował się kościół zamienić na magazyn soli, co zniszczyło jego mury. W końcu XIX w. wymurowano nowe szczyty neogotyckie, w okresie międzywojennym wprowadzono sklepienie pseudogotyckie w prezbiterium i neobarokowe w nawie głównej, wymalowano wnętrze kościoła. Wyposażenie wnętrza w stylu barokowym, renesansowy ołtarz św. Antoniego przeniesiony z kościoła franciszkanów, podobnie jak ołtarz Matki Boskiej Różańcowej. Unikatowa figura Chrystusa z XIV w. w ołtarzu Krzyża Św.
Z historią kościoła wiąże się tajemnica jego pierwotnej lokalizacji sprzed spalenia miasta wraz z farą przez Krzyżaków w 1431 r. W aktach procesów polsko-krzyżackich o Pomorze Gdańskie z lat 1320–1321 odbywającego się w Brześciu Kujawskim i Inowrocławiu i 1339 w Warszawie, inowrocławska fara św. Mikołaja wzmiankowana była na środku rynku w odróżnieniu od kościoła parafialnego św. Stanisława w Brześciu Kujawskim, który stał przy rynku. Do roku 1869 na rynku stała wysoka, gotycka wieża z drugiej ćwierci XIV w., w której według źródeł w XVII i XVIII w. znajdował się ratusz, jednak pruski konserwator zabytków Julius Kohte twierdził, że jej pochodzenie nie jest znane. Przy wieży tej odnaleziono w latach 60. XX w. trzy gotyckie fundamenty murów o szerokości dwóch metrów, z których jeden łączył się z wieżą. Postulat historyka sztuki Romana Domagały z 1961 r., jednego z ich odkrywców, dalszych badań archeologicznych dotąd nie doczekał się realizacji.
Tym bardziej, że w Ziemi Kujawskiej tom XXIV pojawił się artykuł Sławomira Jóźwiaka i Edmunda Mikołajczaka pt. „List rajców Starego Miasta Torunia z 24 maja 1476 roku jako przyczynek do dziejów ratuszowej wieży oraz sądownictwa miejskiego w Inowrocławiu”. Przytoczony w nim opis ratusza z 1476 roku dotyczy dość potężnej kamienicy, na której piętrze mieściły się dwie duże sale zwane stobe-  tak samo określono np. sale zamku malborskiego i tak samo jak one miały ogrzewanie podłogowe. Mogły się w nich  odbywać jednocześnie posiedzenia sądu ławniczego i radzieckiego. Takich sal z ogrzewaniem podłogowym nie mogła pomieścić niewielka przestrzeń wewnątrz wieży. Jednocześnie wieża nie jest wzmiankowana przy ratuszu w 1476 roku. Prawdopodobnie drewniany ratusz wzmiankowany przy wieży w 1647 roku to inny budynek zlokalizowany w innym miejscu najpewniej właśnie ze względu na tę wieżę i zabudowanie wschodniej części rynku, w której znajdował się pierwotny ratusz.

## Organy

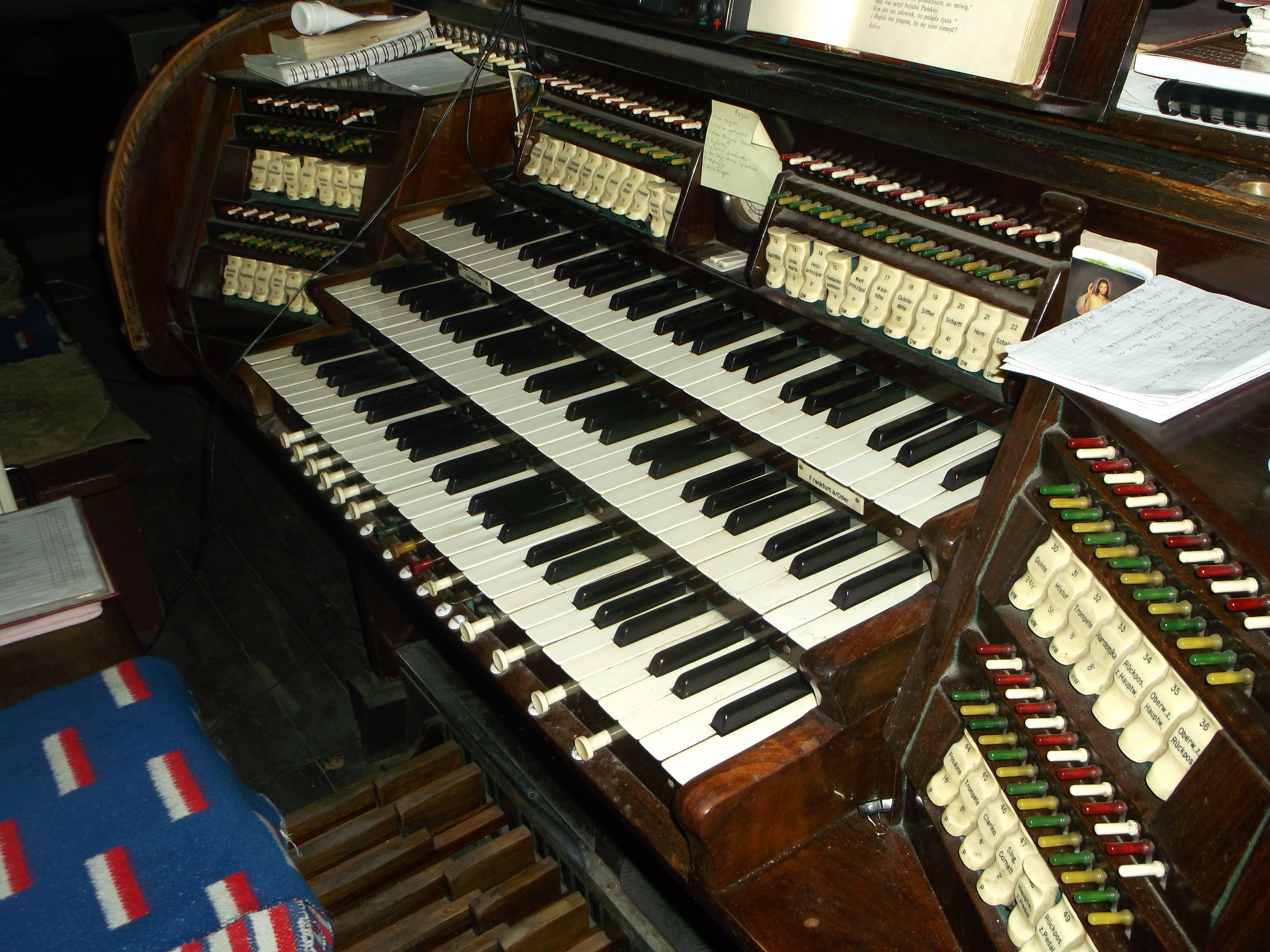
Kontuar autorstwa firmy Sauer/Walcker z Frankfurtu nad Odrą, wykonany w 1934 roku, translokowany z Bierutowa w 1949

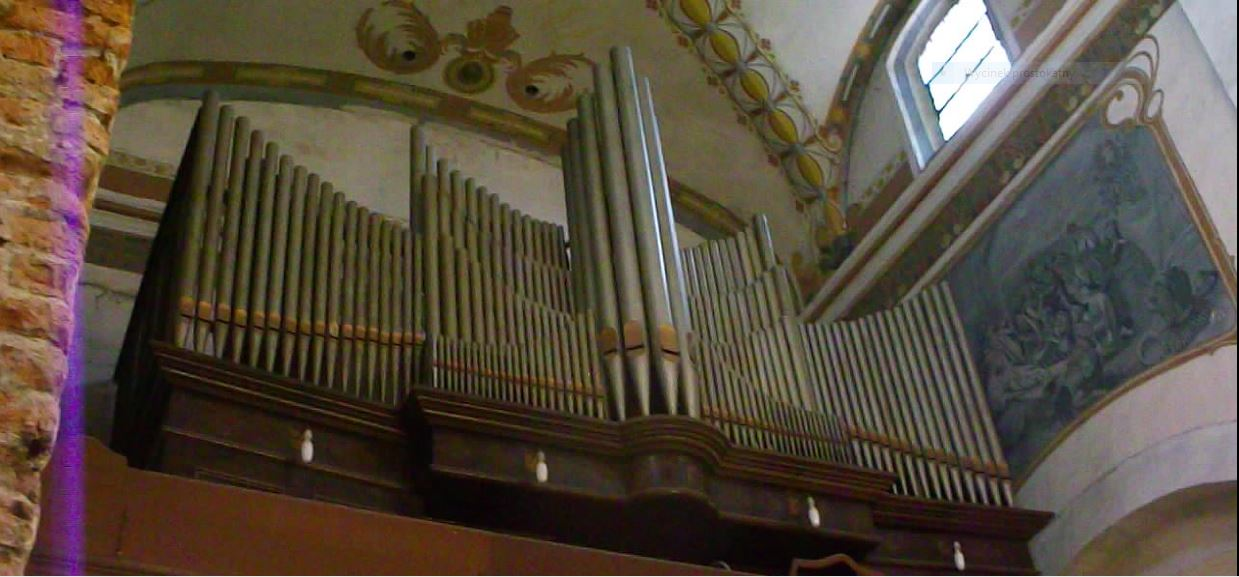
Organy we współczesnej szafie, zmontowane w 1950

Na przestrzeni dziejów fara inowrocławska wyposażona była w różne instrumenty. W kronikach pierwsza wzmianka o organach pochodzi z roku 1730, niestety nie podają one większych informacji. Poprzednie organy były dziełem wybitnego organmistrza Wilhelma Sauera z Frankfurtu n. Odrą, wybudowane zostały w 1886 roku i liczyły 23 rejestry podzielone pomiędzy dwie sekcje manuałów oraz sekcję pedału. Warto zaznaczyć, że grywał na nich Piotr Surzyński, wybitny organista, pedagog oraz chórmistrz. Podczas II wojny światowej kościół farny został zamieniony w magazyn soli, co doprowadziło do całkowitego zniszczenia instrumentu. Do dzisiejszego dnia zachowała się tylko jedna piszczałka głosu Traversflote 4'.
Nowy instrument został sprowadzony w październiku 1950 roku przez Mariana Śliwińskiego z poluterańskiego kościoła św. Katarzynyw Bierutowie (woj. dolnośląskie). Jest to instrument firmy Sauer/Walcker, oznaczony numerem opusowym 1498 i utrzymanym w stylistyce Orgelbewegung. Według pierwotnych założeń liczył on 44 głosy podzielone na cztery sekcje: I manuał - 11 głosów, II manuał (Schwellwerk) - 11 głosów, III manuał (Rückpositiv) - 11 głosów, pedał - 11 głosów. Zastosowano w nich elektro-pneumatyczną trakturę oraz wiatrownice upustowe bocznozaworowe (Taschenlade). Instrument ten pierwotnie umieszczony był na drugiej kondygnacji chóru w zdobnej, barokowej szafie wykonanej w 1753 roku. Organy te z powodzeniem służyły miejscowej społeczności zarówno jako instrument liturgiczny, jak również i koncertowy. Wraz z barokową szafą przetrwał w nienaruszonym stanie II wojnę światową - tuż po jej zakończeniu grywał na nich organista kościoła parafii św.Józefa w Bierutowie. W lutym 1949 roku cały instrument został zdemontowany i translokowany do Inowrocławia przez Mariana Śliwińskiego, który ukończył montaż nowego instrumentu w październiku 1950 roku. Organy zostały zmontowane w nowej szafie o niearchitektonicznym, nowoczesnym prospekcie złożonym z niemych piszczałek. Na 44 głosy zaplanowane w instrumencie jest miejsce na 40 (4 głosy zostały zaplanowane przez firmę, jednak nie zostały wykonane), natomiast obecnie w instrumencie znajduje się 37 głosów. Losy barokowej szafy organowej z 1753 roku pozostają nieznane. W archiwum parafii w Inowrocławiu jeszcze kilka lat temu znajdowało się wiele elementów snycerskich z tego zabytku, zostały jednak zwrócone parafii św. Katarzyny w Bierutowie.. Instrument przechodzi remont generalny, który przeprowadza firma p. Macieja Flanca z Łąkocina k. Inowrocławia.